# قره‌بکه‌وول
قره‌بکه‌وول (به ترکمنی: Garabekewül، قارابکه‌وۆل) یک شهرک در ترکمنستان است که در شهرستان خلج، استان لب آب واقع شده است.
سابقا قره‌بکه‌وولمرکز اداری شهرستان قره‌بکه‌وول بود. اما در تاریخ ۲۵ نوامبر ۲۰۱۷، این شهرستان منحل شده و اراضی آن به شهرستان خلج  واگذار شد. در تاریخ ۹ نوامبر ۲۰۲۲، اراضی شهرستان سابق قره‌بکه‌وول از شهرستان خلج جدا شده و به شهرستان صیاد واگذار شد.
نام این شهر مشکل از «قره» (Gara, قارا) و «بکه‌وول» (Bekewül، بکه‌وۆل) است، که خود نام دو شاخه از طایفه‌ی ترکمن ارساری می باشد.